# Uruffe
Uruffe ist eine französische Gemeinde mit 367 Einwohnern (Stand 1. Januar 2022) im Département Meurthe-et-Moselle in der Region Grand Est. Sie gehört zum Arrondissement Toul und zum Gemeindeverband Pays de Colombey et du Sud Toulois.

## Geographie
Die Gemeinde Uruffe liegt am Fluss Aroffe kurz vor dessen Mündung in die Maas, etwa 20 Kilometer südwestlich von Toul. Im Süden und Westen grenzt das Gemeindegebiet an das Département Meuse. Das auf etwa 270 m über dem Meer liegende Aroffetal ist bis zu einem Kilometer breit und wird intensiv landwirtschaftlich genutzt. Nordöstlich und südwestlich des Flusstales steigt das Gelände um fast 100 Höhenmeter an und erreicht im Waldgebiet des Forêt de Meine mit 401 m den höchsten Punkt in der Gemeinde. Nachbargemeinden von Uruffe (im Uhrzeigersinn, von Norden beginnend) sind: Gibeaumeix, Vannes-le-Châtel, Pagny-la-Blanche-Côte, Champougny und Sepvigny.

## Geschichte
Die Herkunft des Ortsnamens Uruffe wurde lange Zeit kontrovers diskutiert. Eine naheliegende These vermutete den Fluss Aroffe als Namensgeber. Auf einer alten Karte hatte ein Pfarrer des Dorfes den Namen Uruffe Reiff entdeckt, was auf eine Ableitung aus den lateinischen Begriffen ripa (Bank) oder ruppes (Felsen) hindeutete. Schließlich kursierte noch die Erklärung, dass Uruffe von Araffe abstammt, dem Namen einer Art von wilden Ochsen, die früher in den hiesigen Wäldern verbreitet war.
Seit Ende des 20. Jahrhunderts ist die vorherrschende Deutung, dass das Dorf im Jahr 707 Rufiae und 1402 Uruffiae hieß und somit aus dem lateinischen Personennamen Rufius hervorging, der sich unter germanischem Einfluss (Rufius wurde hier zu Urolf) langsam zu Uruffe wandelte. Aus dem 15. Jahrhundert ist eine andere Schreibweise in einem längst ausgestorbenen Patois überliefert. Hier hieß es über das ärmliche Dorf: «Et Yeureuffe, l'diable y creuffe» („Bei Uruffe stirbt der Teufel dort“)
Die blau-silbernen Streifen und die ursprünglich drei goldenen Sterne im blauen Schildhaupt des Wappens waren die Insignien der Familie Ernécourt, der Herren von Gibeaumeix und Uruffe während des Ancien régimes. Die Sterne wurden durch Steine ersetzt, um anzuzeigen, dass die Gemeinde vom Bistum Toul abhängig war.
Uruffe war im Mittelalter ein armes Dorf in dünn besiedelter Umgebung, die zum Herzogtum Bar gehörte, das durch seine Zweiteilung in viele kriegerische Aktivitäten verwickelt war. Im Dreißigjährigen Krieg wurde Uruffe von schwedischen Truppen zerstört. Im Jahr 1650 zählte man noch 138 Einwohner im Dorf. Noch 1707 gab es in Uruffe nur 36 Feuerstellen. Es begann nun eine Phase der Stabilität und der Entwicklung der Landwirtschaft. Ab 1751 war Uruffe Teil der Vogtei von Lamarche. Am Vorabend der Französischen Revolution wurden 410 Bewohner gezählt. Die einflussreichsten Großgrundbesitzer in Uruffe war die Familie Cachedeniers de Vassimon.
Mitte des 19. Jahrhunderts nahm die Bevölkerung stark zu (1846 zählte man 888 Einwohner, 1881 wurde der bisherige Höchststand von 928 Personen erreicht). Möglich wurde die Versorgung einer zahlenmäßig höheren Bevölkerung durch die Entwässerung des Aroffetales, die Rodung größerer Waldflächen und die Erschließung einiger Steinbrüche, die viele Arbeitsplätze boten. Da Wiesenflächen für die Milchviehhaltung fehlten, konzentrierte sich die Landwirtschaft auf den Kartoffelanbau. Eine Cholera-Epidemie im Jahr 1854 traf das Dorf Uruffe weniger stark als die nahegelegenen Gemeinden Gibeaumeix und Blénod-lès-Toul.
Mitte des 19. Jahrhunderts entstand an der Gemeindegrenze zu Champougny das Fort de Pagny mit der dazugehörigen Batterie d’Uruffe.
Im Jahr 1881 gab es in Uruffe einige Lebensmittelgeschäfte, drei Wirtshäuser und einige Webstühle. Am Ende des 18. Jahrhunderts waren in Uruffe neben Näherinnen und Strickerinnen ein Friseur, ein Perückenmacher und ein Schneider ansässig.
Die Existenz einer Wassermühle, die anfangs Eigentum des Kapitels von Toul war, ist bereits für dasi 17. Jahrhundert belegt. Während der Französischen Revolution wurde die Mühle enteignet und als nationales Gut verkauft. Im 19. Jahrhundert wurde die Kornmühle in eine Industriemühle umgebaut. Der in den Steinbrüchen von Uruffe gewonnene weiße Kalkstein wurde in der Mühle zerkleinert und pulverisiert, um die Glasindustrie zu beschicken. Im Jahr 1897 wurde die Mühle von Uruffe stillgelegt, weil sein letzter Besitzer, ein Hersteller von Kalk in Vaucouleurs, die Kosten für die Instandhaltung des Wasserlaufes der Aroffe nicht mehr aufbringen wollte. Zu Beginn des 20. Jahrhunderts diente die restaurierte Mühle dem Antrieb eines Sägewerkes. Ab Ende des 20. Jahrhunderts diente das Mühlengelände an Wochenenden einer Theaterwerkstatt als Kulisse.
Das Wachstum der Bevölkerung im 19. Jahrhundert machte den Bau einer Dorfschule erforderlich. Dafür wurde 1825 ein altes Gebäude mit Scheune und Stall erworben und neben der Knaben- und Mädchenschule eine Lehrerwohnung eingerichtet. Nach den Jules-Ferry-Gesetzen von 1881/82, die vorschrieben, dass jede Gemeinde eine weltliche und eine freie Schule haben musste, erwarb die Gemeinde ein Grundstück zum Bau einer neuen Schule für Mädchen. Die alte Schule von 1825 diente seither als Knabenschule.
Nach dem Deutsch-Französischen Krieg begann man im französischen Militär die Lehren aus der Niederlage zu ziehen. Der Krieg enthüllte die Unzulänglichkeiten des von Vauban geerbten Verteidigungssystems. General Raymond Adolphe Séré de Rivières empfahl die Errichtung neuer Forts. Unter diesen ist das weniger bekannte von Pagny, flankiert von den beiden Batterien in Pagny und Uruffe. Gelegen auf einem Kalkplateau, das gleichzeitig die Täler der Maas und des Aroffe beherrschte, lebten im Festungsbereich etwa 30 Personen. Den Verlauf des Ersten Weltkrieges beeinflusste das Fort nicht, denn die entscheidenden Kampfhandlungen spielten sich viel weiter nordwestlich ab.

### Skandal von Uruffe
In den 1950er Jahren wurde Uruffe durch ein Verbrechen landesweit bekannt. Ein Bauernsohn, Guy Desnoyers, wurde 1946 zum Priester geweiht. Im Juli 1950 wurde er Pfarrer in Uruffe. Er war ein sehr aktiver Priester und wurde von seinen Gemeindemitgliedern sehr geschätzt, weil er die Jugend der Umgebung für den Sport begeisterte. Zur gleichen Zeit hatte Guy Desnoyers Beziehungen zu mehreren Frauen. 1953 bekam Michèle L., ein 15-jähriges Mädchen, ein Kind von ihm. Er überredete sie, an einem weit entfernten Ort heimlich zu gebären und ihr Kind im Stich zu lassen. 1956 hatte er eine weitere Beziehung zur 19-jährigen Régine Fays aus Uruffe, die er in einem von ihm geschaffenen Theaterprojekt verführte. Auch sie wurde schwanger. Desnoyers konnte Régines Vater überzeugen, dass der Vater des ungeborenen Kindes ein junger Mann aus dem Dorf ist, der in den Algerienkrieg ziehen wollte. Régine versprach, das Geheimnis um den Vater geheim zu halten, aber sie weigerte sich, heimlich zu gebären. Am 3. Dezember 1956, einige Zeit vor dem erwarteten Tag der Geburt, fuhr der Pfarrer mit seiner Geliebten auf einen abgelegenen Waldweg und schoss ihr in den Kopf. Mit einem Messer schlitzte er ihren Bauch auf und entnahm das Kind, um es erst zu taufen und dann zu töten. Er zerschnitt auch das Gesicht des Babys, um eine mögliche Ähnlichkeit zu verbergen. Am Tag danach half er bei der Suche nach der Vermissten und behauptete, dass er den Mörder kannte, aber ihn durch sein Schweigegebot nicht nennen konnte. Am 5. Dezember gestand er sein Verbrechen, nachdem die zu den Patronenhülsen passende Waffe bei ihm gefunden wurde. Am 26. Januar 1958 wurde er vom Assistenzgericht in Nancy zu lebenslänglicher Zwangsarbeit verurteilt. Die damals in Frankreich noch geltende Todesstrafe blieb ihm durch die Einflussnahme von Geistlichen auf die Geschworenen erspart. Er wurde nach 22 Jahren im August 1978 vorzeitig entlassen und zog sich in ein Kloster in der Bretagne zurück. Der Mörder starb neunzigjährig im Jahr 2010.

### Bevölkerungsentwicklung
| Jahr      | 1962 | 1968 | 1975 | 1982 | 1990 | 1999 | 2006 | 2015 | 2022 |
| Einwohner | 404  | 367  | 320  | 280  | 311  | 326  | 345  | 396  | 367  |

Im Jahr 1881 wurde mit 928 Bewohnern die bisher höchste Einwohnerzahl ermittelt. Die Zahlen basieren auf den Daten von cassini.ehess und INSEE.

## Sehenswürdigkeiten
- Kirche Saint-Martin aus dem 19. Jahrhundert (die zu klein gewordene Vorgängerkirche befand sich auf dem Platz des heutigen Friedhofs und wurde von den Dorfbewohnern abgerissen)
- Reste des Forts Pagny und der Batterie Uruffe

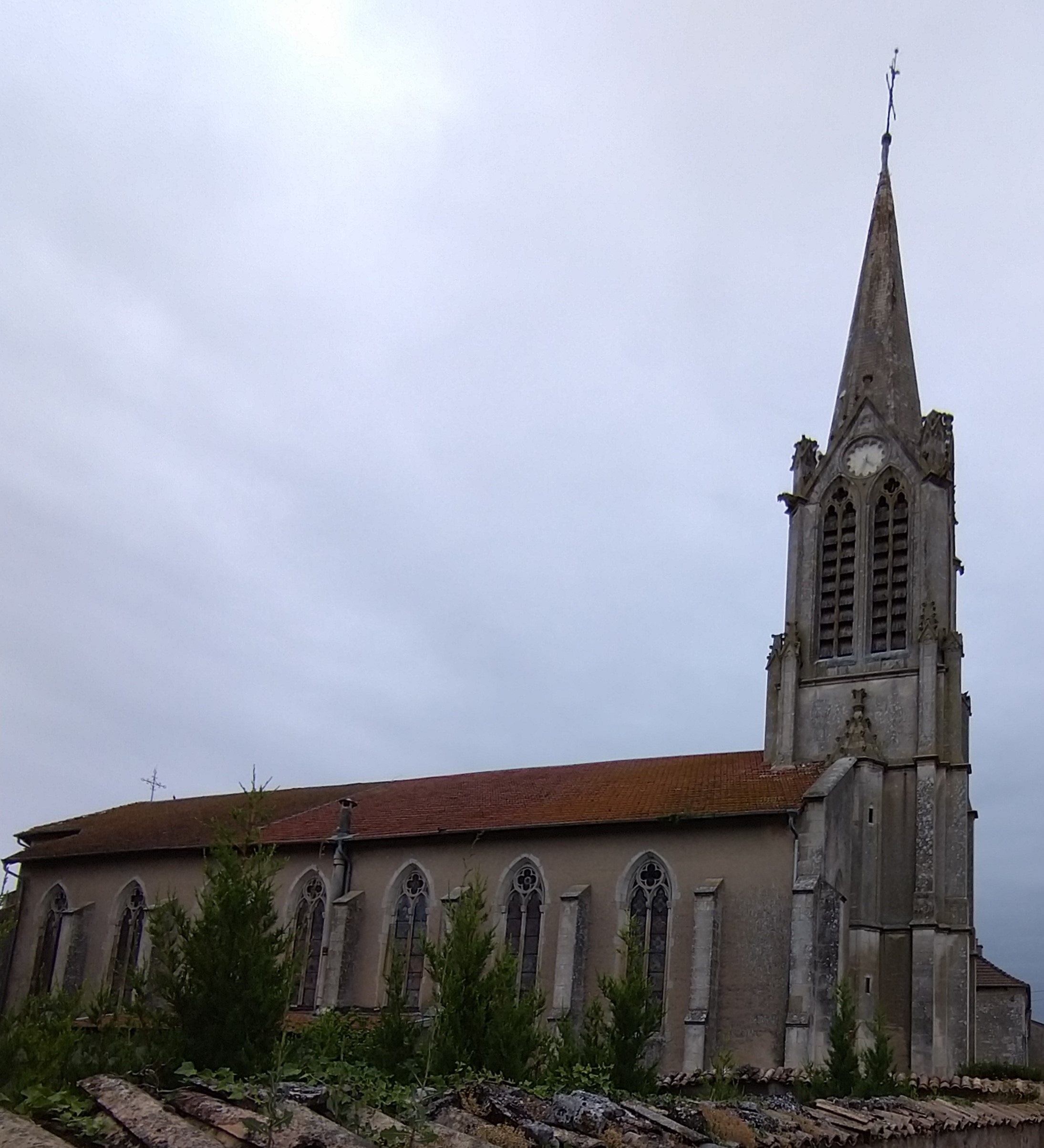
Kirche Saint-Martin
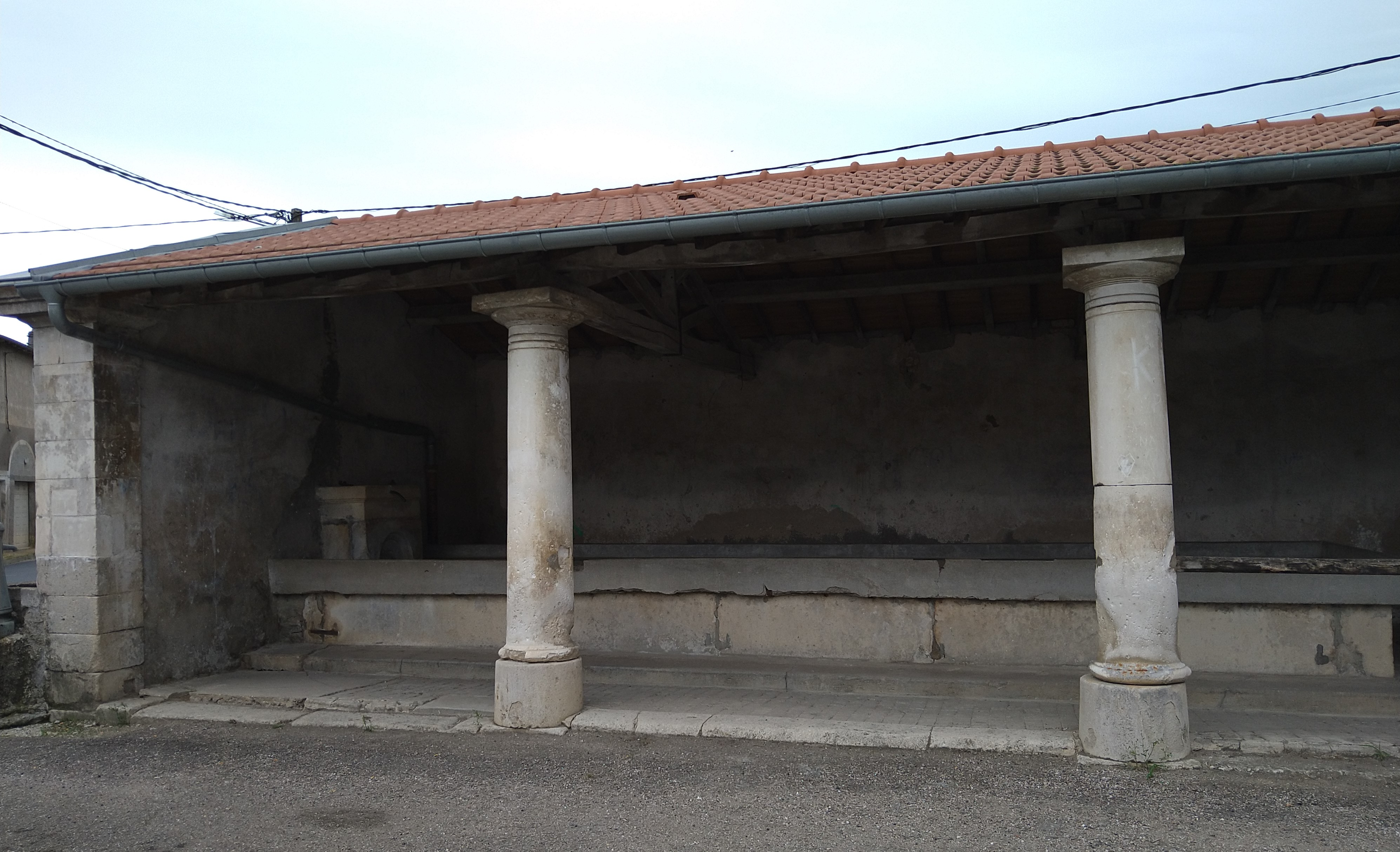
Lavoir

## Wirtschaft und Infrastruktur
Uruffe ist ein ruhiges, fast verschlafenes Dorf mit noch drei Landwirtschaftsbetrieben, davon zwei Agrargenossenschaften. Da es sonst kaum Arbeitsmöglichkeiten im Ort gibt, pendeln viele Bewohner in umliegende größere Gemeinden.
Durch Uruffe führt die Fernstraße D4, die Vaucouleurs im Maastal mit Colombey-les-Belles an der Autoroute A 31 verbindet.

## Belege
1. ↑  Namensherkunft auf moreau-christian.com (französisch)
2. ↑  genealogie-lorraine.fr (französisch)
3. ↑  Uruffe in der Zeit bis zur Französischen Revolution auf moreau-christian.com (französisch, PDF-Datei)
4. ↑  Uruffe im 19. Jahrhundert auf moreau-christian.com (französisch, PDF-Datei)
5. ↑  Wassermühle Uruffe auf moreau-christian.com (französisch, PDF-Datei)
6. ↑  Schulen in Uruffe auf moreau-christian.com (französisch, PDF-Datei)
7. ↑  Fort Pagny und Batterie Uruffe auf moreau-christian.com (französisch, PDF-Datei)
8. ↑  Jean-Pierre Bigeault: Le Double Crime de l’abbé Desnoyers, curé d’Uruffe, L’Harmattan, 2008, S. 208 (ISBN 978-2-296-06067-8)
9. ↑  Uruffe auf cassini.ehess.fr
10. ↑  Uruffe auf insee.fr
11. ↑  Landwirtschaftsbetriebe auf annuaire-mairie.fr (französisch)